# Kaffrine (Département)

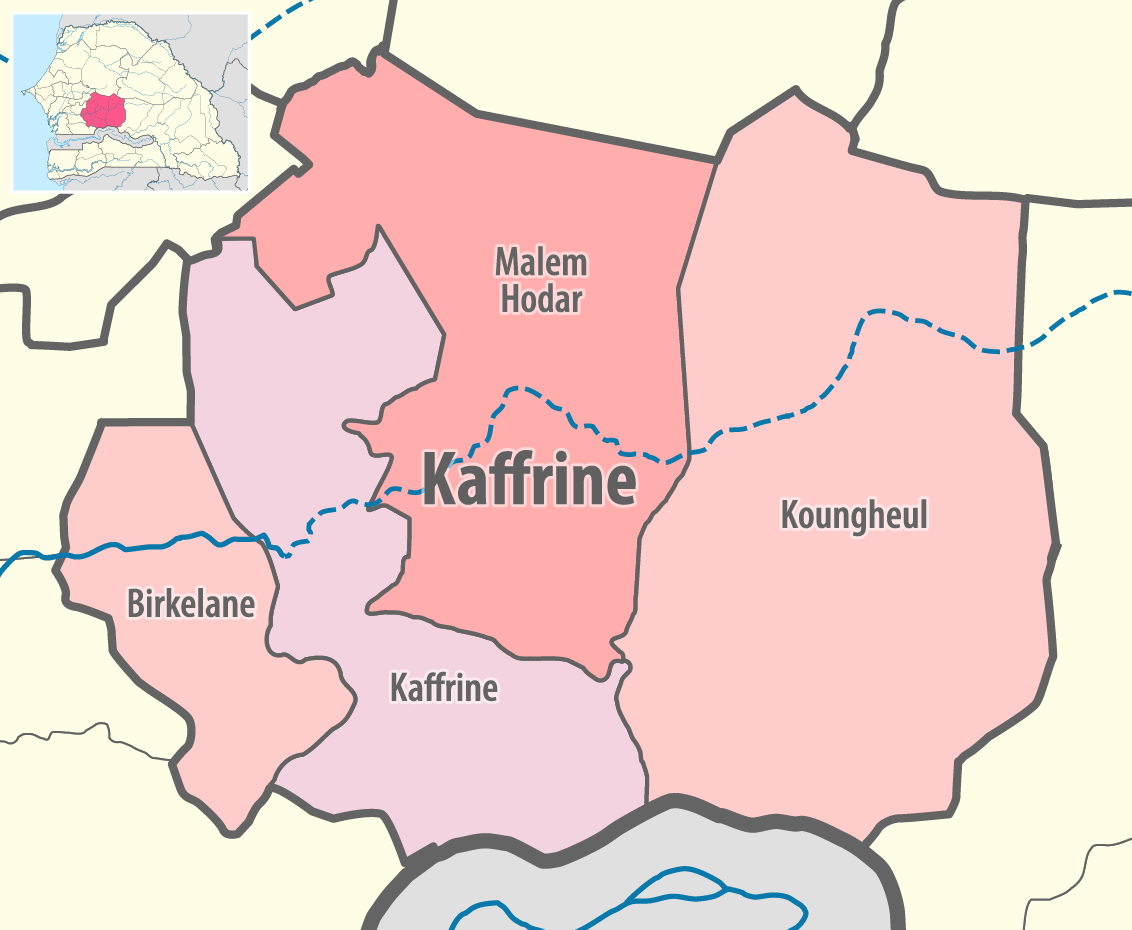
Département Kaffrine in der Region Kaffrine

Das Département Kaffrine ist eines von 45 Départements, in die der Senegal, und eines von vier Départements, in die die Region Kaffrine gegliedert ist. Es liegt im zentralen Senegal mit der Hauptstadt Kaffrine.
Das Département hat eine Fläche von 2716 km² und gliedert sich wie folgt in Arrondissements, Kommunen (Communes) und Landgemeinden (Communautés rurales):
| Commune / Arrondissement | Communauté rurale  | Einwohner 2013 |
| Kaffrine                 | —                  | 39.537         |
| Nganda                   | —                  | 10.508         |
| Gniby                    | Boulel             | 23.409         |
| Gniby                    | Gniby              | 15.544         |
| Gniby                    | Kahi               | 21.491         |
| Katakel                  | Diokoul Mbelbouck  | 24.277         |
| Katakel                  | Kathiote           | 32.963         |
| Katakel                  | Médinatoul Salam 2 | 20.613         |
| Katakel                  | Diamagadio         | 19.336         |
| Département              | —                  | 207.676        |